# 法尔穆捷
法尔穆捷（法語：Faremoutiers，法語發音：[faʁmutje] ⓘ）是法国塞纳-马恩省的一个市镇，属于莫城区。

## 地理
法尔穆捷（48°48'1"N, 2°59'46"E）面积10.93 平方千米，位于法国法蘭西島大區塞纳-马恩省，该省份为法国北部内陆省份，北起瓦兹省，西接埃松省、马恩河谷省、塞纳-圣但尼省和瓦兹河谷省，南至卢瓦雷省，东南接约讷省，东临马恩省和奥布省，东北接埃纳省。
与法尔穆捷接壤的市镇（或旧市镇、城区）包括：波默斯、佩扎尔什、圣奥古斯坦、图坎、莫兰河畔拉塞勒、欧特弗耶、博泰伊-桑。

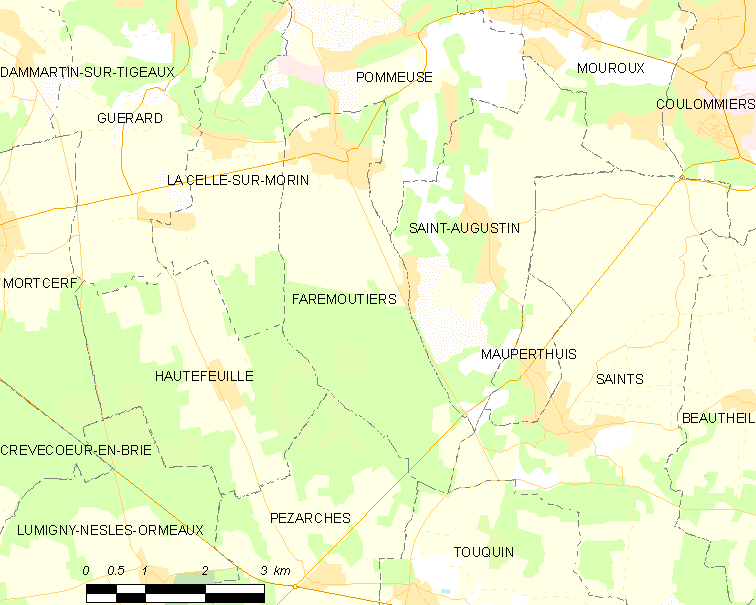
法尔穆捷的OSM定位图

法尔穆捷的时区为UTC+01:00、UTC+02:00（夏令时）。

## 行政
法尔穆捷的邮政编码为77515，INSEE市镇编码为77176。

## 政治
法尔穆捷所属的省级选区为丰特奈-特雷西尼县。

## 人口

1962-2008年间法尔穆捷人口变化图示

法尔穆捷于2022年1月1日时的人口数量为3035人。